# Vincetoxicum stepposum
Vincetoxicum stepposum là một loài thực vật có hoa trong họ La bố ma. Loài này được (Pobedimova in Komarov) Á. Löve & D. Löve miêu tả khoa học đầu tiên năm 1961.